# Масакр у Ступном Долу
Масакр у Ступном Долу је масакр који су хрватске снаге починиле над бошњачким цивилима током бошњачко-хрватског рата у селу Ступни До у општини Вареш. Починиле су га 23. октобра 1993. године јединице Хрватског вијећа одбране (ХВО) под називом „Апостоли“ и „Матурице“ предвођене Ивицом Рајићем, који се пред Међународни кривични суд за бившу Југославију изјаснио кривим за ратне злочине у октобру 2005. године. Хрватске снаге су преузеле контролу над селом и масакрирале већину заробљених људи. Силовали су жене прије него што су их убили и опљачкали све куће прије него што су их запалили. Број жртава је најмање 37-44.

## Позадина
У априлу 1993. године, етничко чишћење у Лашванској долини које је спровела Хрватска Република Херцег-Босна над Бошњацима кулминирало је. Етничко чишћење је настављено и након тога, али са потешкоћама, јер је Армија Републике Босне и Херцеговине почела да узвраћа на хрватске нападе. Према закључку у пресуди генералу Тихомиру Блашкићу, нема никакве сумње да напади које је ХВО извршио у априлу и јуну 1993. године нису били оправдани искључиво војним разлозима, већ су циљали и муслиманске цивиле и њихову имовину како би натјерали муслиманско цивилно становништво да побјегне и како би се осигурало да се не врате. Да би то постигли, војници ХВО су углавном дјеловали на следећи начин: терорисали су цивиле интензивним гранатирањем, убиствима и насиљем; систематски су палили и уништавали њихове приватне домове и вјерске објекте, обично након што би их пљачкали; клали су стоку и одузимали пољопривредне резерве; и на крају, хапсили су и затварали у логоре, а затим на крају размјењивали или протјеривали муслиманске цивиле према територијама под контролом АРБиХ. Етничко чишћење је било веома брутално у општини Кисељак под командом Ивице Рајића. Судско веће Међународног кривичног суда за бившу Југославију примјећује да су власти у Кисељаку формирале званичну комисију задужену за протјеривање цивила из региона. Коначно, истиче се да је у општини у којој је прије непријатељстава живјело 10.000 муслимана, након тога остало само 800.
Закључно, и као што је истакао капетан Лантије, официр канадских оружаних снага који је служио у УНПРОФОР-у од априла до новембра 1993. године, који је након непријатељстава могао да посјети многа села у енклави Кисељак:
Оно што се догодило у Кисељачком џепу је оно што је познато као етничко чишћење, где су намјерно нападнути грађани, односно ти грађани муслиманског поријекла и само они. Остали су остављени нетакнути. Нису нападнута конкретно села, већ конкретно људи у селима. То ми је омогућило – то је закључак до ког сам дошао. […] У мојој глави, било је јасно, а још више ретроспективно гледајући, да су операције које су изведене у Витешком и Кисељачком џепу представљале етничко чишћење муслиманског становништва које је тамо живјело. Изведене су на војни начин. Тактика која је коришћена и коришћење земљишта и сви други фактори, које сам већ поменуо, сасвим јасно указују на то да [ситуација није била] да из дана у дан, сељак одлучи да истријеби своје комшије, већ да је дошло до систематског истребљења […] Када погледате шта се догодило у Витезу два дана касније, ова ствар се наставила у Кисељачком џепу, а затим неколико дана касније, у Брези, у овој 302. бригади, речено ми је да се иста ствар спрема за Вареш и Ступни До. И рекли су ми из ове бригаде да се плашио за Ступни До. Историја је касније показала да ће се тамо догодити потпуно иста ствар. Дакле, то је било систематски, то је било организовано и није било никакве сумње да је то била војна операција против цивилног становништва.

## Ултиматум из јуна 1993.
У јуну 1993. године, ХВО Вареша издао је ултиматум босанским муслиманима у селима Даштанско и Ступни До да предају оружје. Мјештани Даштана су предали оружје. У Ступном Долу, прије истека ултиматума, већина сељана, плашећи се напада, склонила се у сусједна села, али се вратила кући после неколико дана. Знајући да ће се АРБиХ осветити ако ХВО нападне Ступни До да би разоружао село, ХВО је повукао ултиматум и сељанима је дозвољено да задрже своје оружје.

## Напад у октобру 1993.
До октобра 1993. хрватске снаге су биле изоловане и откриле су да им је слобода кретања све ограниченија. Руководство Хрвата у централној Босни било је забринуто због Вареша, за који су се плашили да би могао бити предат у међународним преговорима. ХВО је преузео Вареш у јуну 1992. године, али је он одувијек био изолован и окружен територијама под контролом босанске владе. Дана 23. августа 1993. године, вође ХВО-а у Варешу представиле су посматрачима Европске конгресне мисије копију писма, које је послато Фрањи Туђману, Мати Бобану и Дарију Кордићу, у којем се жале на предложену будућност Вареша, како је одлучено на преговорима у Женеви, када је предложено да општина дође под контролу босанских Муслимана.

### Јединице
Дана 21. октобра 1993. године, док су Ивица Рајић и Миливој Петковић били у Кисељаку, командант Бобовачке бригаде са сједиштем у Варешу затражио је помоћ у одговору на напад Армије БиХ на војне положаје ХВО-а у општини Вареш. Миливој Петковић је наредио Ивици Рајићу да преузме снаге ХВО-а и преузме контролу над ситуацијом у Варешу и околини. Ивица Рајић је напустио град Кисељак са око двјеста војника, међу којима су били заповједници и војници јединица "Матурице" и "Апостоли" и војници ХВО-а из Кисељака и Какња. Ове снаге су прошле кроз територију под српском контролом и стигле до града Вареша 22. октобра 1993. Међу хрватским командантима и припадницима који су путовали из Кисељака у Вареш били су Доминик Илијашевић звани Комо (касније осуђен за ратне злочине од Суда БиХ), Мирослав Анић звани Фирга, Маринко Кепић, Маринко Љојо, Маринко Шуњић и Маринко Јуришић звани Шпиро.
Јединице ХВО-а под командом Ивице Рајића, укључујући Матурице и бригаду Бана Јосипа Јелачића, учествовале су у ранијим операцијама против муслиманских села у општини Кисељак и починиле злочине над босанским муслиманима, укључујући убиства, силовања, уништавање имовине, произвољна хапшења и физичке нападе. Ивица Рајић је знао, на примјер, да су команданти и припадници Матурице, укључујући Мирослава Анића званог Фирга, сакатили босанске муслимане и вјешали им главе на „отвореној пијаци“ у граду Кисељаку. У исто вријеме, Доминик Иљашевић звани Комо возио се по Кисељаку са одсјеченим муслиманским увом причвршћеним за антену свог аутомобила.

### Наредбе
Дана 23. октобра 1993. године, начелник Главног штаба ХВО-а, Слободан Праљак, наредио је Ивици Рајићу и другима да „сриједе ситуацију у Варешу, не показујући милост ни према коме. Пронађу људе који су дорасли и времену и задацима“. Наредба Слободана Праљка била је позната локалним командантима и војницима ХВО-а и додатно је ескалирала изузетно напет и агресиван став према муслиманима у подручју Вареша.
Ивица Рајић је наредио снагама ХВО-а, укључујући какањске војнике (који су показали екстремну агресију према бошњачко-муслиманском становништву у Варешу и показали снажну жељу да униште све што није хрватско), да нападну Ступни До и брдо Богош и да ухапсе и притворе војно способне муслиманске мушкарце у граду Варешу.
Ступни До је село које се налази у брдима око један километар јужно од града Вареша, на надморској висини од 1074 метра, са једним главним путем који води до њега кроз тунел. Село се налази изнад главне руте снабдевања Вареша (који се сам налази на челу долине окружене планинама). Изнад села је хрватско село Мир. Прије рата, становници Ступног Дола били су скоро сви босански муслимани (мада је било пет или шест српских породица које су отишле 1992. године). Укупан број становника био је око 224. Значај села у октобру 1993. године лежао је и у чињеници да се налазило у Варешком џепу (под контролом ХВО) близу и фронтовских линија бошњачке војске и српских фронтовских линија: стога, према једном свједоку Европске посматрачке мисије, тачка између зараћених страна идеална за шверц и размјену робе и оружја. Бошњаци нису имали шансе да се одупру хрватском нападу због чињенице да је локална јединица босанске територијалне одбране била слабо опремљена, наоружана са 40 пушака (углавном за лов) без војне обуке: већина је носила цивилну одјећу. Поред тога, 17. октобра, шест припадника ове јединице је ухапшено и притворено. Према ријечима пуковника Штута, канадског официра и члана Европске мисије за заштиту животне средине, Ступни До је било лабаво организовано село; без знакова војног нагомилавања, утврђења или било каквог знакова артиљерије. Лабаво га је штитило шест босанских војника. С друге стране, и јединице „Матурице“ и „Апостоли“ биле су јединице за специјалне намене уз подршку тешке артиљерије.

## Ратни злочини
У Ступном Долу, команданти и војници ХВО-а су тјерали бошњачко-муслиманске цивиле да напусте своје домове и скровишта, опљачкали их драгоцјености, намјерно убијали мушкарце, жене и дјецу и сексуално злостављали жене. Дванаест сељана је приморано да уђу у шупу коју су војници ХВО-а потом запалили. Напад ХВО-а на Ступни До резултирао је смрћу најмање тридесет седам босанско-муслиманских мушкараца, жена, старијих особа и деце (од којих је приближно шесторо било бораца). 23. и 24. октобра 1993. године, већи дио села је потпуно или дјелимично уништен.
Што се тиче бошњачких муслимана који су погинули у нападу, убијени су најмање следећи: Три мушкарца и једна жена су погубљени ватром или пререзањем грла; Једну жену је војник ХВО-а одвео у кућу гдје је погубљена; Двије старије жене, од којих је једна била инвалид, пронађене су спаљене у кући; Један мушкарац је неколико пута упуцан из непосредне близине након што је одбио да да новац војнику ХВО-а; Када је група бошњачких муслимана (један мушкарац, девет жена и троје дјеце) покушала да побјегне, мушкарац је убијен из ватреног оружја (његово полуизгорјело тијело је касније пронађено на истом мјесту гдје је упуцан), а двије жене и сва троје дјеце су убијени испред своје куће; Три младе жене које су избјегле почетни сусрет са војницима ХВО-а пронађене су како се крију у малом подруму и убијене; Седам чланова исте породице (два мушкарца, три жене и двоје деце узраста 2 и 3 године) пронађено је спаљено у свом склоништу; Један мушкарац, који је био тешко рањен у обје ноге, унет је у кућу коју су касније војници ХВО-а запалили; (Изгорело тијело мушкарца, заједно са још једним изгорелим тијелом, касније је пронађено у кући.) Једна жена је одведена у собу и упуцана, а кућа је потом запаљена.
Два међународна свједока су дала исказе о томе шта су затекли у селу након напада. Први, Ролф Векесер, био је посматрач Европске конзервативне мисије (ECMM) који је покушао да дође до села јутро након напада, али је затекао ХВО како блокира пут и одбија улазак: војници су изгледали пијано и викали су говорећи: „Нисмо вољели овај посао, али смо морали да га урадимо, а не волимо наше вође.“ Дана 27. октобра 1993. године, свједок је коначно успео да добије приступ Ступном Долу уз помоћ локалног батаљона УНПРОФОР-а (Нордбат). Затекао је мјесто потпуно уништено са кућама које су још увијек тињале и око 20 тијела изгоријелих до непрепознатљивости, од којих су нека била тела дјеце. Није било знакова борбе.
У граду Варешу, ХВО, укључујући припаднике јединица Апостола и војне полиције, ухапсио је више од 250 мушкараца босанских муслимана и затворио их у школе „Иван Горан Ковачић“ и „Владимир Назор“. Током процеса привођења горе поменутих мушкараца, команданти и војници ХВО-а улазили су у куће и физички и психички злостављали становнике и присутне особе и опљачкали их драгоцјености. Затворене мушкарце бошњачке муслимане војници ХВО-а тукли су и злостављали. У периоду од приближно 23. октобра до 3. новембра 1993. године, у граду Варешу, команданти и војници ХВО-а под командом и контролом Ивице Рајића пљачкали су и присвајали муслиманску имовину, опљачкали муслимане њихове драгоцјености и сексуално злостављали муслиманске жене.

## Операција прикривања
Дана 23. октобра 1993. године, Ивица Рајић је извјестио Дарија Кордића, Миливоја Петковића, Тихомира Блашкића и Марија Брадару (команданта бригаде „Бан Јосип Јелачић“): „Извршио сам процјену и у јутарњим сатима извршио напад на Ступни До и Богош [...] Град Вареш је очишћен и сви муслимани војног доба стављени су под надзор. [...] Од данас, Вареш је хрватски и борићемо се да тако и остане - морате ми помоћи.“
Између вечери 23. октобра 1993. и 26. октобра 1993. године, Ивица Рајић је одбио неколико захтјева Заштитних снага Уједињених нација (УНПРОФОР) да уђе у Ступни До и двије локалне школе у граду Варешу како би истражио шта се догодило на тим локацијама. По упутствима својих претпостављених из ХВО-а, укључујући Миливоја Петковића, Ивица Рајић је учествовао у прикривању злочина почињених у и око града Вареша и Ступног Дола. Прикривање је укључивало лажну истрагу која је имала за циљ да прикрије праву природу и обим почињених злочина. Ивица Рајић је потписао извјештаје о истрази које је припремио СИС знајући да садрже лажне информације. Као део овог прикривања, Миливој Петковић је наредио Ивици Рајићу да промени име у Виктор Андрић. У ствари, ХВО никада није спровео праву истрагу о томе шта се догодило у граду Варешу или у Ступном Долу, и ниједан командант или војник ХВО-а, укључујући Ивицу Рајића, никада није кажњен, дисциплински кажњен или смијењен због онога што се догодило на овим локацијама.

## Посљедице
Ивица Рајић је напустио град Вареш 26. октобра 1993. године, остављајући Бору Малбашића и Крешимира Божића на челу команде. Дана 1. новембра 1993. године, ХВО је унапредио Ивицу Рајића у чин активног пуковника. Дана 27. децембра 1993. године, Ивица Рајић је обавјестио власти ХВО-а, укључујући Миливоја Петковића, да, по наређењу, мијења име у Виктор Андрић. Дана 30. децембра 1993. године, у акцији која је требало да укаже међународној заједници да је Ивица Рајић кажњен и смијењен са команде због онога што се догодило у Варешу и Ступном Долу, ХВО је смијенио „Ивицу Рајића“ са команде, а на његово мјесто је именован Виктор Андрић. Рајић је напустио Босну након притиска на хрватске власти да ухапсе оптужене ратне злочинце. Уз помоћ неких хрватских институција крио се у Хрватској до 5. априла 2003. године, када је коначно ухапшен. Дана 27. јуна 2003. и 29. јануара 2004. изјаснио се да није крив ни по једној тачки оптужнице. Међутим, 26. октобра 2005. изјаснио се кривим за тешка кршења Женевских конвенција. Дана 8. маја 2006. осуђен је на 12 година затвора, а 13. априла 2007. пребачен је у Шпанију на издржавање остатка казне.
Дана 1. новембра 2010. године, Мирослав Анић, бивши припадник Одреда за специјалне намене „Матурице“ Хрватског вијећа одбране, осумњичен за ратне злочине у Варешу, Кисељаку, а посебно за масакр у Ступном Долу, предао се властима у Босни и Херцеговини.

## Извори
- „Prosecutor v. Ivica Rajić a.k.a. Viktor Andrić, Case no. IT-95-12-S, Sentencing Judgement” (PDF). ICTY.org. International Criminal Tribunal for the former Yugoslavia. 8. 5. 2006.
- „Prosecutor v. Tihomir Blaškić, Case no. IT-95-14-T, Judgement” (PDF). ICTY.org. International Criminal Tribunal for the former Yugoslavia. 3. 3. 2000.
- „Prosecutor v. Dario Kordić & Mario Čerkez, Case no. IT-95-14/2-T, Judgement” (PDF). ICTY.org. International Criminal Tribunal for the former Yugoslavia. 26. 2. 2001.